# Емпромптю
Емпромптю (на латински: exprom(p)tus, също Impromtu – бърз) в музиката е инструментална виртуозна пиеса (като правило написана за пиано) с импровизационен характер, която е съчинена изведнъж, без подготовка.
За първи път думата Impromtu е използвана от чешкия композитор Ян Вацлав Воржишек в 1817 година. Най-известните представители на този жанр са Франц Шуберт, Фредерик Шопен и Роберт Шуман. През втората половина на XIX век жанрът става много рядко срещан.
По принцип емпромптю се отличава с лиризъм, емоционалност, свободно музикално развитие и порив.